# Любовь быстра!
Любовь быстра! («Норвежская сказка», «Норвежская идиллия») – одноактный балет, поставленный  балетмейстером Александром Горским по собственному сценарию на музыку «Симфонических танцев» Эдварда Грига в обработке Андрея Арендса. Оформление балета выполнено по эскизам Константина Коровина. Премьера состоялась в Большом театре 8 декабря 1913 года в один вечер с «Карнавалом» и «Шубертианой». В роли рыбачки выступила Екатерина Гельцер, рыбака – Михаил Мордкин, дирижёр Андрей Арендс.

## История создания
Обращение к скандинавской культуре было одним из основных направлений русской европейской культуры начала XX века. Пьесы Ибсена, книги Гамсуна и саги были в центре культурного внимания, поэтому использование музыки Эдварда Грига было созвучно эпохе.
Согласно воспоминаниям Екатерины Гельцер Александр Горский сначала хотел поставить на эту музыку античный греческий сюжет. Гельцер, звезда сцены, у которой были сложные, порой конфликтные отношения с главным балетмейстером, попросила дирижёра Арендса повлиять на Горского, возражая против смеси северной музыки и южного сюжета — и на следующей репетиции Горский начал ставить уже норвежский сюжет. 
В бумагах самого Горского сохранилось только либретто, по которому была осуществлена постановка. Ему предшествует стихотворение Ибсена «Планы». Само либретто написано А. Горским также в стихах, которые балетовед В. М. Красовская посчитала неумелыми.
Премьера состоялась в один вечер с двумя другими небольшими балетами Горского «Карнавал» и «Шубертиана».
Балет дважды возобновлялся самим А. Горским в Москве с труппой Большого театра: 27 июля 1918 года на сцене летнего театра сада «Аквариум» и 17 января 1922 года на сцене «Нового театра». Балет не сохранился, поэтому судить о нём можно только по фотографиям и отзывам современников.
Горский в своих постановках стремился к драматическому реализму, отказывался от условностей классического балета, его жеста и мимики. Стремясь к актёрской достоверности, Горский требовал от актёров активного участия в работе над образом. Гельцер вспоминала, как в работе над этим балетом она наблюдала деревенских мальчиков на улице, стараясь уловить их мимику. Результат был непривычен для московской балетной сцены, но критики поразились, как ей удалось показать такое абсолютно тупое лицо и как это тонко замечено и этнографически верно. Стремление к этнографической правде отразилось и в хореографии – балетная сцена увидела неуклюжие прыжки и притоптывания крестьянского танца.

## Содержание балета
Действие происходит в Норвегии, на берегу моря. Девушки-крестьянки, пришедшие на берег моря, находят там спящего рыбака, потерпевшего крушение в море. Девушки в страхе уходят, но одна остаётся. Рыбак просыпается у него и девушки возникают взаимные чувства. Постепенно и остальные осмелели и вернулись на берег. Следует общий танец, затем девушки всё-таки уходят в деревню рассказать о находке. Девушка и рыбак в адажио объясняются в любви. Тем временем девушки рассказали о рыбаке в деревне. Крестьяне, с ними и отец девушки, крестьянин, спешат на берег моря.  Рыбак просит у него руки дочери, он соглашается. Общий танец.